# Mencije
Mencije (kin: 孟子); rođen Mèng kē (kin: 孟軻); (/ˈmɛnʃiəs/ ) ili Mengci (372–289 pne ili 385–303 ili 302 pne) bio je kineski konfučijanski filozof  koji se često opisuje kao „drugi mudrac”, to jest, posle samo Konfučija. Deo je deo Konfucijeve četvrte generacije učenika. Mencije je nasledio Konfucijevo mišljenje i dalje ga razvio. On je živeo za vreme perioda zaraćenih država i smatra se da je veći deo svog života proveo putujući širom Kine nudeći savete različitim vladarima. Razgovori s tim vladarima čine osnovu knjige Mencije, koji je kasnije bila kanonizovana kao konfučijanski klasik.
Njegovo ključno verovanje bilo je da su ljudi iznutra dobri, ali da je za taj kvalitet potrebna kultivacija i adekvano razvojno okruženje. Takođe je podučavao da vladari moraju da opravdaju svoj položaj moći tako što deluju dobronamerno prema svojim podanicima, i u tom smislu su podređeni masama. Odgovori građana na politiku vladara oličavaju ovaj princip, a država sa pravednom i humanom politikom će cvetati po prirodi. Građani, sa slobodom od dobre vladavine, tada će posvetiti vreme brizi za svoje žene, braću, starije i decu, i obrazovati se uz obrede i prirodno postati bolji građani. To ga je dovelo u sukob sa svojim bliskim savremenikom, Sjuencijem, koji je verovao da je ljudska priroda zla po rođenju.

## Život
Mencije, takođe poznat po svom imenu po rođenju Meng Ke (mèng kē), rođen je u državi Cou. Njegovo rodno mesto sada je unutar grada na nivou okruga Coučeng, provincija Šandung, samo trideset kilometara (osamnaest milja) južno od Konfučijevog rodnog mesta na Kufu.
On je bio putujući kineski filozof i mudrac, jedan od glavnih tumača konfucijanizma. Pretpostavlja se da je bio učenik Konfucijevog unuka Cisija. Kao i Konfucije, prema legendi, putovao je Kinom četrdeset godina pružajući savete vladarima za sprovođenje reformi. Tokom perioda zaraćenih država (403–221. pne), Mencije je služio kao službenik i učenjak na Akademiji Đisja u državi Ki (1046. godine pne do 221. godine pne) od 319. do 312. godine pne. On je iskazao svoju sinovljevu predanost kada je uzeo tri godine odsustva sa službenih dužnosti za Ki da odžalio smrt svoje majke. Razočaran neuspehom da promeni sveta svoje sadašnjice, on se povukao iz javnog života.
Mencije je sahranjen na „groblju Mencije” (孟子林, Mengci Lin, takođe poznatom kao 亞聖林, Jašeng Lin), koje je locirano 12 km severoistočno od centralnog gradskog područja Coučeng. Stela koju nosi džinovska kamena kornjača i koja je okrunjena zmajevima stoji ispred njegovog groba.

### Loza
Za vreme dinastije Ming, jedan od Mencijevih potomaka je od cara dobio naslednu titulu na Hanlin akademije. Titula koju su imali bila je Vuđing Boši (doktor pet klasika, 五經博士; 五經博士; Wǔjīng Bóshì). Godine 1452, Vuđing Boši je dobio potomstvo Mengci-Meng Xivena (孟希文) 56. generacije i Jen Huej-Jen Sihuej (顔希惠) 59. generacije, isto je darovana potomcima Džou Duenji-Džou Mjen (週冕) 12. generacije, dva brata Čeng (Čeng Hao i Čeng Ji-Čen Keren (程克仁) 17. generacija), Džu Si-Džu Ting (朱梴) 9. generacije, 1456–1457. Godine 1539, isto je dodeljeno Ceng Canovom potomku-ceng Džicuej (曾質粹) 60. generacija. Godine 1622. potomstvo Džang Caja dobija titulu, a 1630. potomstvo Šao Jonga.
Jedan od Mencijeovih direktnih potomaka bio je dr Meng Či (na engleskom kao dr Pol Či Meng), bivši direktor Kineske kuće i direktor Kineskog instituta 1944. Magazin Tajm je objavio da je dr Meng te godine imao 44 godine. Dr Meng je umro u Arizoni 1990. godine u 90. godini života. Koledž Dejvidson u Severnoj Karolini i Univerzitet Kolumbija bili su njegova alma mater. On je prisustvovao govoru zajedno sa Konfučijevim potomkom H. H. Kungom.
U Republici Kini postoji kancelarija koja se zove „žrtvonosni službenik Mencijusu“ koju drži potomak Mencija, kao što je položaj „žrtvenog službenika Cengziju“ za potomka Cengzija, „službenik žrtvovanja Jan Hueju” za potomka Jan Hueja, i mesto „žrtvenog zvaničnika Konfučiju”, koje je imao Konfučijev potomak.
Mencijeovi potomci još uvek koriste pesme generacije za svoja imena koja su im dali carevi Ming i Ćing, zajedno sa potomcima ostala četiri mudraca (四氏): Konfučije, Cengzi i Jan Huej.

## Literatura
- Chan, Alan K. L. (ed.), 2002, Mencije: Contexts and Interpretations, Honolulu: University of Hawaii Press.
- Chan, Wing-tsit (trans.), 1963, A Source Book in Chinese Philosophy, Princeton, NJ: Princeton University Press.
- Graham, A.C (1993). Disputers of the Tao: Philosophical Argument in Ancient China,. Chicago: Open Court Press. ISBN 0-8126-9087-7.
- Ivanhoe, Philip J., 2002, Ethics in the Confucian Tradition: The Thought of Mencije and Wang Yangming, 2nd edition, Indianapolis: Hackett Publishing.
- Liščák, Vladimir (2015), „François Noël and His Latin Translations of Confucian Classical Books Published in Prague in 1711”, Anthropologia Integra, 6 (2), стр. 45—52.
- Liu Xiusheng;  ., ур. (2002), Essays on the Moral Philosophy of Mengzi, Indianapolis: Hackett Publishing.
- Noël, François, ур. (1711), „Sinensis Imperii Liber Quartus Classicus Dictus Memcius, Sinicè Mem Tsu [The Fourth Classic Book of the Chinese Empire, Called the Mencije or, in Chinese, Mengzi]”, Sinensis Imperii Libri Classici Sex [The Six Classic Books of the Chinese Empire], Prague: Charles-Ferdinand University Press, стр. 199–472.
- Nivison, David S., 1996, The Ways of Confucianism: Investigations in Chinese Philosophy, La Salle, Illinois: Open Court. (Includes a number of seminal essays on Mencije, including "Motivation and Moral Action in Mencije," "Two Roots or One?" and "On Translating Mencije.")
- Shun, Kwong-loi, 1997, Mencije and Early Chinese Thought, Stanford:  Stanford University Press.
- Van Norden, Bryan W. (trans.), 2008, Mengzi:  With Selections from Traditional Commentaries, Indianapolis:  Hackett Publishing.
- Van Norden, Bryan W., 2007, Virtue Ethics and Consequentialism in Early Chinese Philosophy, New York:  Cambridge University Press. (Chapter 4 is on Mencije.)
- Wang, Robin R. (ed.), 2003, Images of Women in Chinese Thought and Culture: Writings from the Pre–Qin Period through the Song Dynasty, Indianapolis: Hackett Publishing. (See the translation of the stories about Mencije's mother on pp. 150–155.)
- Yearley, Lee H., 1990, Mencije and Aquinas: Theories of Virtue and Conceptions of Courage Albany: State University of New York Press.

## Spoljašnje veze
- Mencije na sajtu Internet Archive (jezik: engleski)